# Sainte-Croix-de-Mareuil
Sainte-Croix-de-Mareuil är en kommun i departementet Dordogne i regionen Nouvelle-Aquitaine i sydvästra Frankrike. Kommunen ligger i kantonen Mareuil som tillhör arrondissementet Nontron. År 2022 hade Sainte-Croix-de-Mareuil 144 invånare.

## Befolkningsutveckling
Antalet invånare i kommunen Sainte-Croix-de-Mareuil
Referens:INSEE